# العاقر (شبوة)
العاقر هي إحدى قرى الجمهورية اليمنية. وهي تتبع جغرافيًا لمحافظة شبوة. وإداريًا لمديرية مرخة العليا. يبلغ تعداد سكانها 1369 نسمة حسب الإحصاء الذي جرى عام 2004.